# Berry Berry SINGLES
Berry Berry SINGLES là một album của Kitade Nana. Đây là best of album đầu tiên của cô, bao gồm chín single trước đó. Hai track bản mới Alice ~Tsubureta Berry Ver.~ (remake của "Alice"), Kesenai Tsumi~I Scream Tenpura Ver.~ (remake của "esenai Tsumi"), hợp tác thu âm với cựu guitar của Megadeth Marty Friedman và cover của Daisy Chainsaw's "Love Your Money" cũng được ra mắt. Album gồm một số cảnh quay của cô ở Paris.